# Karloman, franački kralj
Karloman, (751. – 4. prosinca 771.), franački sukralj od 768. – 771. s bratom Karlom Velikim.
Sin Pipina Malog. Nakon smrti oca podijelio je državu s bratom uzimajući istočni dio, Austraziju. Nakon Karlomanove smrti, njegovo kraljevstvo je pripalo njegovom bratu Karlu Velikom, koji ga je tada razdijelio sinovima.

## Poveznice
- Popis franačkih kraljeva